# Loma del Rancho, San José del Rincón
Loma del Rancho är en ort i kommunen San José del Rincón i delstaten Mexiko i Mexiko. Samhället hade 554 invånare vid folkräkningen 2020.